# Segueix-me el fil
Segueix-me el fil (Sígueme el hilo) es el tercer álbum de estudio de la cantante española Beth, el primero en catalán después de Otra realidad y My Own Way Home, cantados en castellano e inglés respectivamente. Su lanzamiento estaba pensado inicialmente para las comunidades autónomas catalanoparlantes (Cataluña, Comunidad Valenciana, Islas Baleares) pero finalmente el disco se lanzó en toda España. En su primera semana entró en el puesto número 37 de los cien discos más vendidos en España, su segunda mejor entrada hasta la fecha. El primer sencillo elegido para promocionar este trabajo fue «Tots els botons», una canción a medio tiempo cuya letra juega con la temática de la costura (presente tanto en el título del propio álbum como en la presentación del mismo).

## Lista de canciones
| N.º | Título                 | Duración |  |
| 1.  | «La màquina de cosir»  | 2:50     |  |
| 2.  | «Saber-te estimar»     | 3:42     |  |
| 3.  | «Tots els botons»      | 3:32     |  |
| 4.  | «Terra trencada»       | 3:00     |  |
| 5.  | «Cap a on gira el món» | 3:51     |  |
| 6.  | «Cançó malgastada»     | 2:46     |  |
| 7.  | «Color rosa»           | 2:51     |  |
| 8.  | «Temps de canvis»      | 3:08     |  |
| 9.  | «Cap d'any»            | 3:43     |  |
| 10. | «Un desconegut»        | 3:51     |  |
| 11. | «De puntetes...»       | 2:22     |  |
| 12. | «Senzill»              | 4:09     |  |
| 13. | «Nens del Raval»       | 2:50     |  |

## Posiciones y certificaciones

### Semanales
| País   | Ranking         | Primera semana | Posición de ingreso | Mejor posición | Semanas en la mejor posición | Semanas en el ranking | Última semana |
| ------ | --------------- | -------------- | ------------------- | -------------- | ---------------------------- | --------------------- | ------------- |
| Europa |                 |                |                     |                |                              |                       |               |
| España | Top 100 álbumes | 37             | 37                  | 37             | 1                            | 5                     | 100           |

### Copias y certificaciones
| País   | Proveedor  | Año | Certificación | Copias certificadas (según IFPI) |
| Europa |            |     |               |                                  |
| España | Promusicae | -   | -             | -                                |